# Rudy Pankow

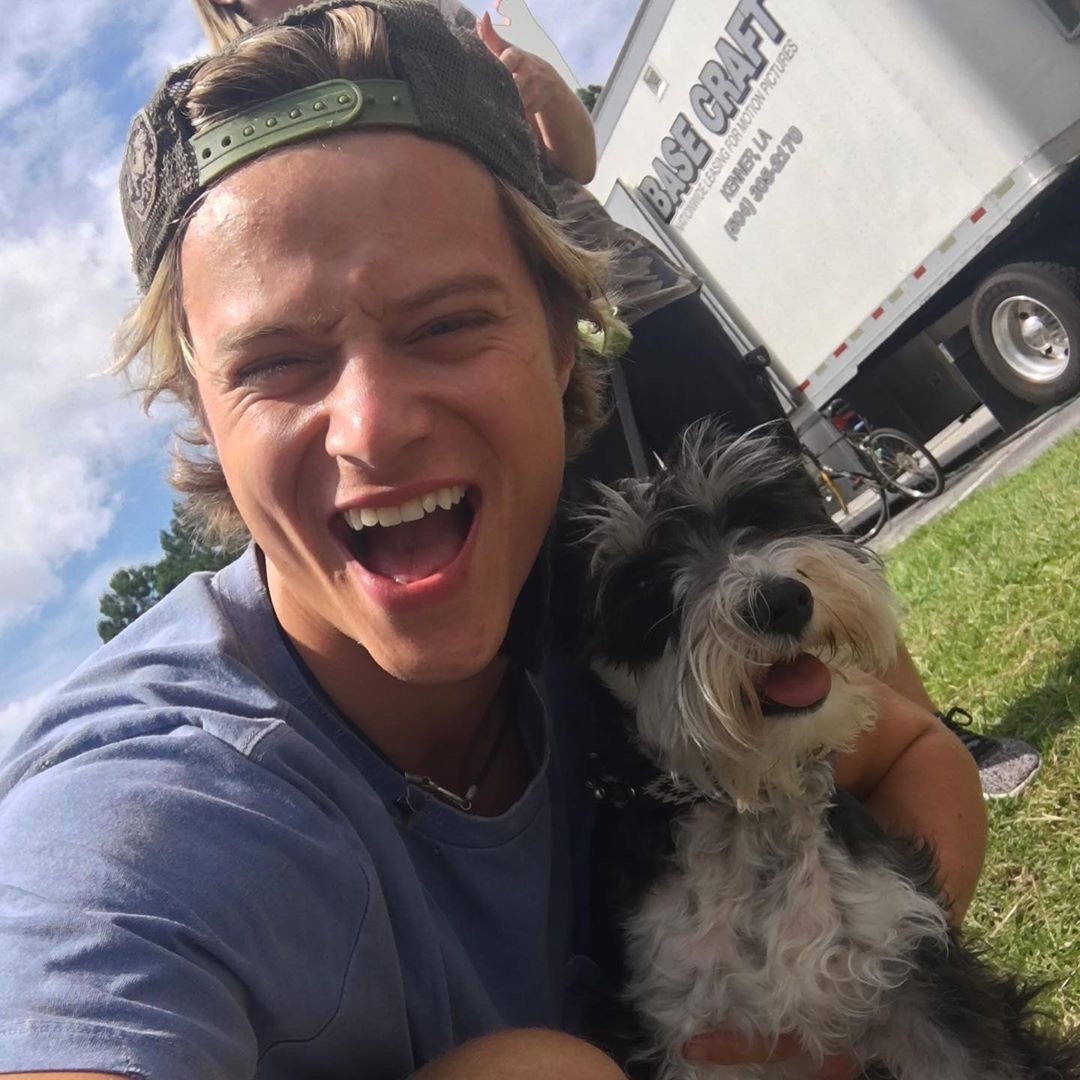
Rudy Pankow, 2020

Rudy Pankow (* 12. August 1998 in Ketchikan, Alaska) ist ein US-amerikanischer Schauspieler. Seine bekannteste Rolle ist die des JJ in der Netflix-Serie Outer Banks.

## Leben
Rudy Pankow wuchs in der Kleinstadt Ketchikan im US-Bundesstaat Alaska auf. Nach Abschluss der Highschool plante er, Koch zu werden, entschied sich dann aber, doch nach Los Angeles zu ziehen, wo er Kurse in Schauspielerei besuchte und erkannte, dass er diesen Werdegang weiterverfolgen wollte. 2018 hatte er einen Auftritt in Muses Musikvideo Thought Contagion. 2019 spielte er kleinere Rollen in den Serien Solve und The Politician. 2020 schaffte er mit der Hauptrolle des JJ in der Netflix-Serie Outer Banks seinen Durchbruch als Schauspieler.
Rudy Pankow ist ein zertifizierter Kayak-Guide.

## Filmografie (Auswahl)
- 2019: Solved (Fernsehserie, 2 Episoden)
- 2019: The Politician (Fernsehserie, 1 Episode)
- 2020–2024: Outer Banks (Fernsehserie)
- 2022: Uncharted
- 2022: Space Waves
- 2024: 5lbs of Pressure